# 2014年ソチオリンピックのアルバニア選手団
2014年ソチオリンピックのアルバニア選手団（2014ねんソチオリンピックのアルバニアせんしゅだん）は、2014年2月7日から23日までロシアのソチで開催されたソチオリンピックアルバニア選手団の名簿。

## 選手団
- 人員: 選手 2人
- 開会式旗手: エリオン・トーラ

## アルペンスキー
- エリオン・トーラ

男子大回転 (棄権)
男子回転 (棄権)
- スエラ・メヒリ

女子大回転 (60位、3:07.91)
女子回転 (失格)